# Enith Brigitha
Enith Sijtje Maria Brigitha (Willemstad, 15 aprile 1955) è un'ex nuotatrice olandese.
Specializzata nello stile libero e nel dorso ha vinto le medaglie di bronzo nei 100 m e 200 m sl alle olimpiadi di Montreal 1976.
Nel 2015 è diventata una dei Membri dell'International Swimming Hall of Fame.

## Palmarès
- Olimpiadi

Montreal 1976: bronzo nei 100 m e 200 m sl.
- Mondiali

1973 - Belgrado: argento nei 100 m sl e nei 200 m dorso.
1975 - Cali: bronzo nei 100 m e 200 m sl e nella staffetta 4x100 m misti.
- Europei

1974 - Vienna: argento nei 200 m sl, bronzo nei 100 m sl e 100 m e 200 m dorso.
1977 - Jönköping: argento nei 100 m sl e nella staffetta 4x100 m sl.